# Slobodan Šijan
Slobodan Šijan (Belgrado, 16 novembre 1946) è un regista e sceneggiatore serbo.

## Filmografia parziale
- Chi è che canta laggiù (Ko to tamo peva) (1980)
- The Marathon Family (Maratonci trče počasni krug) (1982)
- Davitelj protiv davitelja (1984)